# دوري أبطال أوروبا للسيدات 2013–14
دوري أبطال أوروبا للسيدات 2013–14 هو النسخة الثالثة عشر من كأس الاتحاد الأوروبي للسيدات المنظمة من طرف اليويفا، والنسخة الخامسة منذ أن تمت تسميته بدوري أبطال أوروبا للسيدات.
فاز فولفسبورغ في النهائي على نظيره تيريسو إف إف فبنتيجة 4–3 بعد أن كان متأخرًا بهدفين للا شيء.

## المواعيد
برمجت يويفا المنافسة كالآتي.
| الدور          | تاريخ القرعة   | الذهاب           | الإياب            |
| -------------- | -------------- | ---------------- | ----------------- |
| الدور التأهيلي | 27 يونيو 2013  | 8–13 أغسطس 2013  | 8–13 أغسطس 2013   |
| دور ال32       | 5 سبتمبر 2013  | 9–10 أكتوبر 2013 | 16–17 أكتوبر 2013 |
| دور ال16       | 5 سبتمبر 2013  | 9–10 نوفمبر 2013 | 13–14 نوفمبر 2013 |
| ربع النهائي    | 21 نوفمبر 2013 | 22–23 مارس 2014  | 29–30 مارس 2014   |
| نصف النهائي    | 21 نوفمبر 2013 | 19–20 أبريل 2014 | 26–27 أبريل 2014  |
| النهائي        | 21 نوفمبر 2013 | 22 مايو 2014     | 22 مايو 2014      |

## مرحلة خروج المغلوب

### النهائي
| تيريسو إف إف                  | 3–4   | فولفسبورغ                              |
| ----------------------------- | ----- | -------------------------------------- |
| - مارتا 28'، 56' - بوكيتي 30' | تقرير | - بوب 47' - مولر 53'، 80' - فيرينا 68' |